# Leisure Suit Larry: Box Office Bust
Leisure Suit Larry: Box Office Bust è un'avventura grafica sviluppata dal Team17 e pubblicata da Sierra Entertainment. Il gioco è stato pubblicato il 27 marzo 2009 per il sistema operativo Microsoft Windows e per le console PlayStation 2, PlayStation 3 e Xbox 360. Fa parte delle avventure di Leisure Suit Larry ed è stato annunciato il 17 gennaio 2008.

## Trama
Il gioco è basato sul personaggio di Larry Lovage nipote dell'originale Larry Laffer e già protagonista di Leisure Suit Larry: Magna Cum Laude. Nel gioco Larry accetta di lavorare durante l'estate presso lo studio cinematografico dello zio. Larry svolgerà lavori saltuari nello studio e dovrà anche individuare una talpa pagata da uno studio concorrente per rendere nota alla stampa le notizie provate dello studio.

## Modalità di gioco
Box Office Bust è un videogioco basato su un mondo esplorabile che include fasi di esplorazioni, giochi di corse, a piattaforme e rompicapo da risolvere. Come gli altri titoli della serie il gioco sarà basato sull'humor, belle donne e temi maturi ma, diversamente dai precedenti capitoli della serie, non contiene scene di nudo.

## Cast
Tra le voci dei personaggi presenti nel gioco si segnalano:
- Jay Mohr (Last Comic Standing)
- Dave Attell (Insomniac with Dave Attell)
- Shannon Elizabeth
- Carmen Electra
- Artie Lange (Mad TV)
- Patrick Warburton (I Griffin)
- Jeffrey Tambor (Arrested Development)
- Nikki Cox (Las Vegas)
- Peter Graves
- Jane Lynch (40 anni vergine)
- Josh Keaton (The Spectacular Spider-Man, serie animata) che fornirà la voce a Larry Loveage.

## Accoglienza
Il gioco è stato generalmente considerato un prodotto scadente, ripetitivo e fuori dallo spirito dei suoi predecessori. Le recensioni gli hanno dato voti piuttosto bassi ed il gioco è stato considerato tra i peggiori del 2009.